# Crittenden (Kentucky)
Pour les articles homonymes, voir Crittenden.
Crittenden est une ville américaine située dans les comtés de Grant et de Kenton, dans le Kentucky. Selon le recensement de 2020, sa population est de 4 023 habitants.